# Athetis ochreipuncta
Athetis ochreipuncta är en fjärilsart som beskrevs av George Francis Hampson 1894. Athetis ochreipuncta ingår i släktet Athetis och familjen nattflyn. Inga underarter finns listade i Catalogue of Life.